# Бокіра (мікрорегіон)
Бокіра (порт. Microrregião de Boquira) — мікрорегіон в Бразилії, входить в штат Баїя. Складова частина мезорегіону Південно-центральна частина штату Баїя. Населення становить 184 575 чоловік на 2005 рік. Займає площу 16 917,247 км². Густота населення — 10,9 чол./км².

## Склад мікрорегіону
До складу мікрорегіону включені наступні муніципалітети:
1. Бокіра
2. Ботупоран
3. Бротас-ді-Макаубас
4. Катурама
5. Ібіпітанга
6. Ібітіара
7. Іпупіара
8. Макаубас
9. Нову-Оризонті
10. Олівейра-дус-Брежиньюс
11. Танкі-Нову

| Бразилія | Це незавершена стаття з географії Бразилії. Ви можете допомогти проєкту, виправивши або дописавши її. |